# Ларморів радіус
Ла́рморів ра́діус або гірора́діус (англійською також radius of gyration, gyroradius або cyclotron radius) — радіус колового руху зарядженої частинки в однорідному магнітному полі.
Ларморів радіус названо на честь ірландського фізика Джозефа Лармора.
{\displaystyle r_{g}={\frac {mv_{\perp }}{|q|B}}}
де
- {\displaystyle r_{g}\ } — ларморів радіус,
- {\displaystyle m\ } — маса зарядженої частинки,
- {\displaystyle v_{\perp }} — швидкість, перпендикулярна до лінії магнітного поля,
- {\displaystyle q\ } — заряд частинки,
- {\displaystyle B\ } — магнітна індукція.

## Виведення формули
На заряджену частинку, яка рухається в магнітному полі, діє сила Лоренца:
{\displaystyle {\vec {F}}=q({\vec {v}}\times {\vec {B}})}
де
- {\displaystyle {\vec {v}}} — вектор швидкості частинки,
- {\displaystyle {\vec {B}}} — вектор магнітної індукції,
- {\displaystyle q\ } — електричний заряд частинки.

Напрямок сили визначається векторним добутком швидкості і магнітної індукції. Тому сила Лоренца завжди діє перпендикулярно до напрямку руху і змушує частинку рухатись по колу. Радіус {\displaystyle r_{g}\ } цього колового руху можна обчислити з рівноваги сили Лоренца і відцентрової сили:
{\displaystyle {\frac {mv_{\perp }^{2}}{r_{g}}}=qv_{\perp }B}
де
- {\displaystyle m\ } — маса частинки,
- {\displaystyle v_{\perp }\ } — складова швидкості, перпендикулярна до ліній магнітного поля,
- {\displaystyle B\ } — магнітна індукція.

З цього випливає
{\displaystyle r_{g}={\frac {mv_{\perp }}{qB}}}
Видно, що ларморів радіус прямо пропорційний масі і швидкості частинки і обернено пропорційний заряду і магнітній індукції.

## Релятивістський випадок
У релятивістському випадку ларморів радіус дорівнює
{\displaystyle r_{g}={\frac {\gamma mv_{\perp }}{qB}}={\frac {p_{\perp }}{qB}}}
де
{\displaystyle p_{\perp }\ } — складова імпульсу, перпендикулярна до ліній магнітного поля.